# Pinacoteca Giovanni Spano
La Pinacoteca Giovanni Spano si trova nel centro storico di Ploaghe in Corso Regina Margherita, 3. 

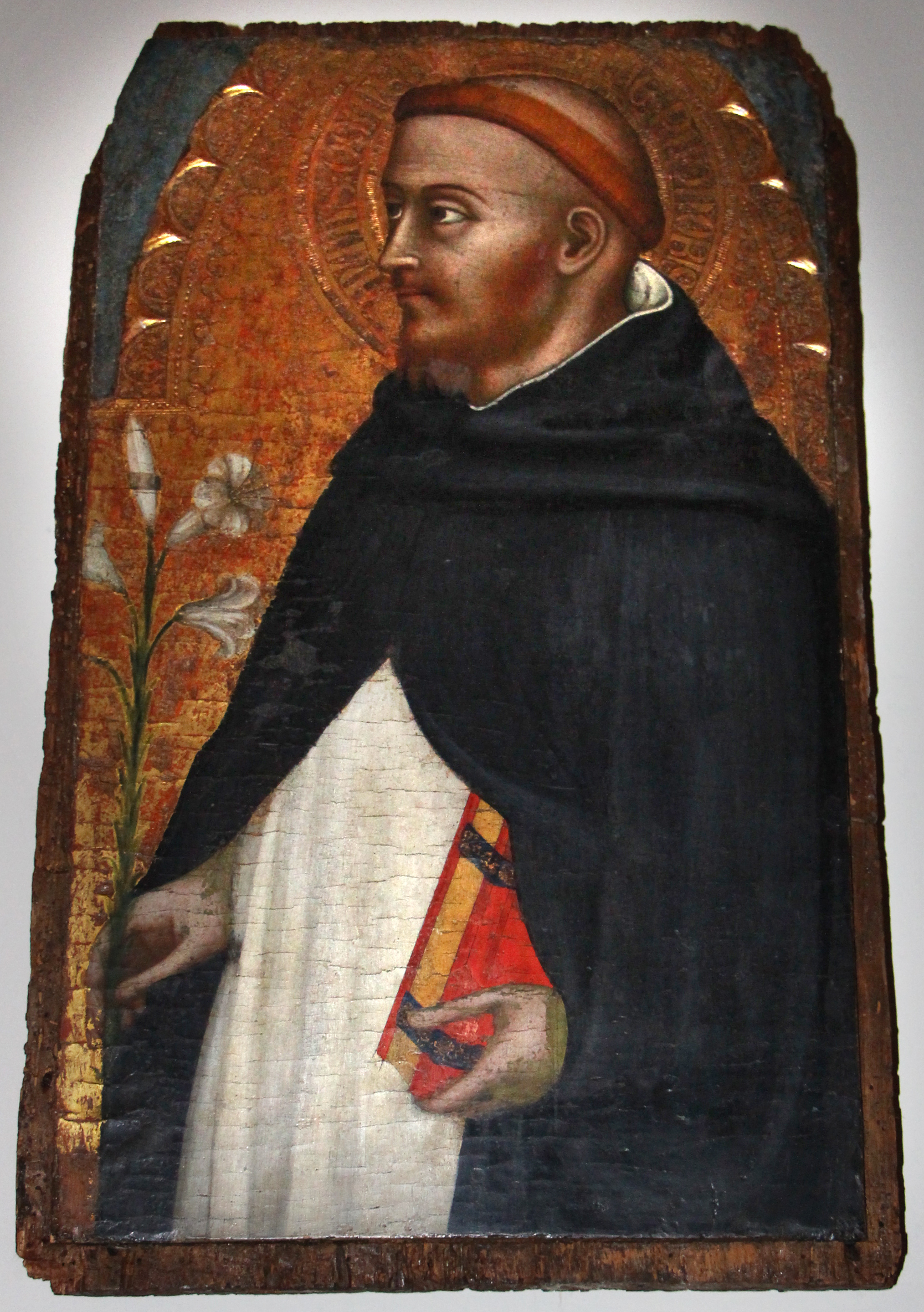
Francesco di Neri da Volterra, San Domenico, seconda metà del XIV secolo

## La collezione

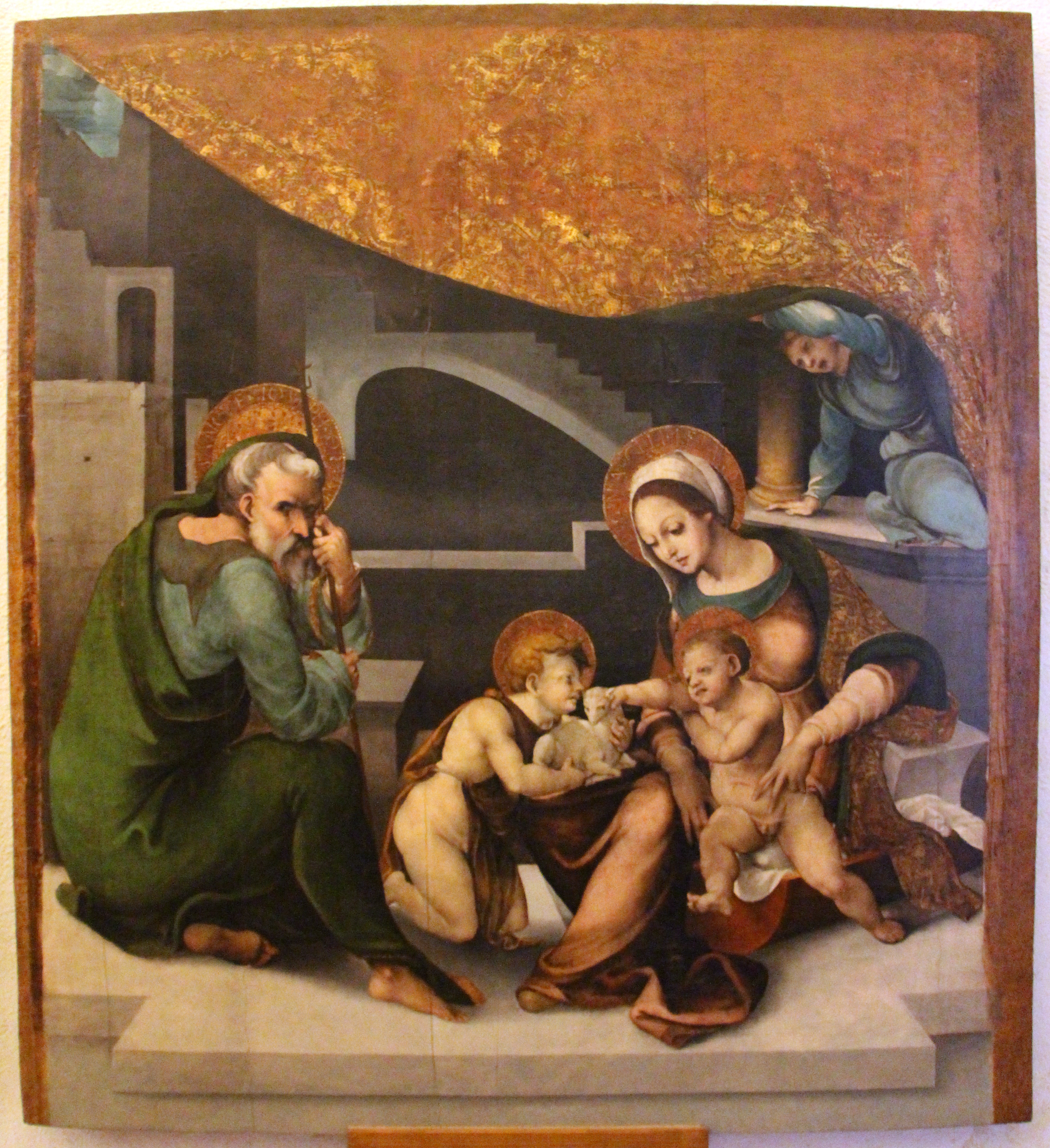
Maestro di Ozieri, Sacra famiglia, del XVI secolo

Allestita nell'Oratorio del Rosario la raccolta, lasciata dall'archeologo e linguista ploaghese Giovanni Spano, comprende dipinti di scuola sarda e di scuole italiane dal XV al XVIII secolo..
Lo Spano ha raccolto viaggiando nell'isola oltre 197 opere d'arte, tra cui 46 su tavola, 96 su tela, 34 su rame, oltre ad un gran numero di maioliche, miniature e alabastri preziosi. 
Lo studioso catalogò tutte le opere della sua "privata pinacoteca", fornendo per ciascuna la provenienza, le misure e il soggetto.
Oltre alla collezione dello Spano, il rettore Francesco Demurtas nel 1780 aveva acquistato dieci quadri di ordinaria grandezza per destinarli alla parrocchia di Ploaghe. E proprio da questo primo nucleo che prese forma la Pinacoteca: con i quadri di S. Agnese, S. Barbara, S. Caterina, l'Annunciazione, la Concezione, l'Assunzione, Cristo alla colonna, San Girolamo, l'Ecce Homo e San Sebastiano. 
Al momento nell'Oratorio del Rosario si possono ammirare 31 pezzi della collezione in quanto il resto si trova nel Palazzo Rettorale..

## Altre sedi
Oltre alla Pinacoteca, molte opere della raccolta del canonico Spano sono conservate in parte nella settecentesca Casa Parrocchiale di San Pietro, e in parte nel Palazzo Comunale .

## Studi
Oltre allo Spano la collezione è stata studiata da altri numerosi studiosi, fra cui Georgiana Goddard King, Raffaello Delogu, Giovanni Dore, Vittorio Sgarbi, Maria Clelia Galassi, Alessandra D'Aniello, ecc.